# The Amazing Spider-Man (portátil)
The Amazing Spider-Man es un videojuego de desplazamiento lateral, plataformas y acción lanzado para  Nintendo Game Boy en 1990, publicado por LJN y desarrollado por Rare basado en el superhéroe de Marvel Comics Spider-Man.

## Historia
Los supervillanos más peligrosos de Spider-Man han descubierto su identidad secreta, Peter Parker, y secuestraron a su esposa,  Mary Jane. El juego de acción lleva al jugador a través de varias ubicaciones de la ciudad, luchando contra una variedad de matones menores, animales y un supervillano (Mysterio, Green Goblin, Scorpion, Rhino, Dr. Octopus, Venom) al final de cada nivel que, a través de escenas intermedias, se burlarán de Spider-Man en cuanto al paradero de su esposa.

## Jugabilidad
Spider-Man tiene tres vidas extra y tres continúa. Las escenas intermedias entre cada nivel muestran a Spider-Man intercambiando púas pegadizas con un supervillano en un teléfono celular o walkie-talkie para averiguar a dónde debe ir después.
Spider-Man puede saltar una altura normal y doble. Cuando salta dos veces, puede balancearse en una red. Esto solo se puede hacer por un corto tiempo hasta que se acabe el medidor web. El principal ataque permanente de Spider-Man es un puñetazo en la mandíbula. Mientras se agacha, Spider-Man puede hacer una patada baja y lateral. Mientras salta en el aire, Spider-Man puede hacer una patada lateral. Mientras se queda quieto, Spider-Man puede disparar una gota de telaraña desde sus muñecas. Esto agota ligeramente su medidor web.
En los dos niveles verticales, Spider-Man sube por el costado de un edificio y "zumbará" con su sentido de araña, lo que indica que el jugador debe mover a Spider-Man fuera del camino de posibles objetos que caen.
Los viales web se utilizan para restaurar el medidor web de Spider-Man, ya que su red es limitada. Los secuaces los dejan caer en todos los niveles. Las hamburguesas restauran parte del medidor de salud de Spider-Man.